# 칠레 프리메라 디비시온
칠레 프리메라 디비시온(스페인어: Primera División de Chile 프리메라 디비시온 데 칠레[*])은 1933년에 설립된 칠레의 최상위 프로 축구 리그이다.

## 개요

### 기본 구성
2013년부터 봄에 리그가 시작하는 춘추제에서 가을에 리그가 시작하는 추춘제로 바뀌었다. 2015-16 시즌부터 16개팀이 참가하게 되었으며, 전기 리그와 후기 리그로 나뉘어 진행된다. 후기 리그 종료 후, 우승을 가리기 위한 플레이오프가 진행된다.

### 강등
전기 리그와 후기 리그를 종합하여 가장 낮은 성적을 거둔 두 팀이 강등된다. 강등된 두 팀은 프리메라 B에서 우승과 준우승을 각각 거둔 두 팀으로 대체된다.

### 대륙 대회 진출권
최종 순위를 토대로 우승팀과 준우승팀은 코파 리베르타도레스 본선 직행 티켓을 거머쥔다. 3위 팀과 4위 팀은 플레이오프를 치른 이후, 승자는 코파 리베르타도레스 2차 예선에 진출하게 되며 패자는 코파 수다메리카나에 참여하게 된다.

## 현재 시즌 참가팀
2024-25 시즌 참가팀
| 구단명                     | 연고지       | 경기장                                |
| -------------------------- | ------------ | ------------------------------------- |
| 데포르테스 안토파가스타    | 안토파가스타 | 레히오날 데 안토파가스타              |
| 데포르테스 이키케          | 이키케       | 티에라 데 캄페오네스                  |
| 데포르테스 테무코          | 테무코       | 무니시팔 게르만 베커                  |
| 산 루이스                  | 키요타       | 무니시팔 루시오 파리냐 페르난데스     |
| 산티아고 원더러스          | 발파라이소   | 엘리오스 피게로아 브란데르            |
| 아우닥스 이탈리아노        | 산티아고     | 비센테나리오 데 라 플로리다           |
| 에베르톤 데 비냐델마르     | 비냐델마르   | 에스타디오 사우살리토                 |
| 오이긴스                   | 랑카과       | 에스타디오 엘 테니엔테                |
| 우니베르시다드 데 칠레     | 산티아고     | 나시오날 훌리오 마르티네스 프라다노스 |
| 우니베르시다드 데 콘셉시온 | 콘셉시온     | 무니시팔 데 콘셉시온                  |
| 우니베르시다드 카톨리카    | 산티아고     | 산 카를로스 데 아포킨도               |
| 우니온 에스파뇰라          | 산티아고     | 산타 라우라-우니베르시다드 SEK        |
| 우아치파토                 | 탈카우아노   | 에스타디오 CAP                        |
| 코브레살                   | 엘살바도르   | 엘 코브레 데 엘 살바도르              |
| 콜로-콜로                  | 산티아고     | 모누멘탈 다비드 아레야노              |
| 팔레스티노                 | 산티아고     | 에스타디오 무니시팔 데 라 시스테르나  |

## 시즌 별 우승 팀
| 시즌    | 시즌      | 우승                    | 준우승                     | 득점왕                                              |
| ------- | --------- | ----------------------- | -------------------------- | --------------------------------------------------- |
| 1933    | 1933      | 마가야네스              | 콜로-콜로                  | 루이스 카르바요                                     |
| 1934    | 1934      | 마가야네스              | 아우닥스 이탈리아노        | 카를로스 히우두세                                   |
| 1935    | 1935      | 마가야네스              | 아우닥스 이탈리아노        | 아우렐리오 도밍게스 기예르모 오가스                 |
| 1936    | 1936      | 아우닥스 이탈리아노     | 마가야네스                 | 에르난 볼라뇨스                                     |
| 1937    | 1937      | 콜로-콜로               | 마가야네스                 | 에르난 볼라뇨스                                     |
| 1938    | 1938      | 마가야네스              | 아우닥스 이탈리아노        | 구스타보 피사로                                     |
| 1939    | 1939      | 콜로-콜로               | 산티아고 모닝              | 알폰소 도밍게스                                     |
| 1940    | 1940      | 우니베르시다드 데 칠레  | 아우닥스 이탈리아노        | 빅토르 알론소 페드로 발렌수엘라                     |
| 1941    | 1941      | 콜로-콜로               | 산티아고 모닝              | 호세 프로페타                                       |
| 1942    | 1942      | 산티아고 모닝           | 마가야네스                 | 도밍고 로모                                         |
| 1943    | 1943      | 우니온 에스파뇰라       | 콜로-콜로                  | 루이스 마추카 빅토르 만시야                         |
| 1944    | 1944      | 콜로-콜로               | 아우닥스 이탈리아노        | 후안 알칸타라 알폰소 도밍게스                       |
| 1945    | 1945      | 그린 크로스             | 우니온 에스파뇰라          | 우발도 크루체 우고 히오르히 후안 사라테             |
| 1946    | 1946      | 아우닥스 이탈리아노     | 마가야네스                 | 우발도 크루체                                       |
| 1947    | 1947      | 콜로-콜로               | 아우닥스 이탈리아노        | 아폴로니데스 베라                                   |
| 1948    | 1948      | 아우닥스 이탈리아노     | 우니온 에스파뇰라          | 후안 사라테                                         |
| 1949    | 1949      | 우니베르시다드 카톨리카 | 산티아고 원더러스          | 마리오 로르카                                       |
| 1950    | 1950      | 에베르톤 데 비냐델마르  | 우니온 에스파뇰라          | 펠릭스 디아스                                       |
| 1951    | 1951      | 우니온 에스파뇰라       | 아우닥스 이탈리아노        | 루벤 아길레라 카를로스 테요                         |
| 1952    | 1952      | 에베르톤 데 비냐델마르  | 콜로-콜로                  | 레네 멜렌데스                                       |
| 1953    | 1953      | 콜로-콜로               | 팔레스티노                 | 호르헤 로블레도                                     |
| 1954    | 1954      | 우니베르시다드 카톨리카 | 콜로-콜로                  | 호르헤 로블레도                                     |
| 1955    | 1955      | 팔레스티노              | 콜로-콜로                  | 니콜라스 모레노                                     |
| 1956    | 1956      | 콜로-콜로               | 산티아고 원더러스          | 기예르모 비야로엘                                   |
| 1957    | 1957      | 아우닥스 이탈리아노     | 우니베르시다드 데 칠레     | 구스타보 알베야                                     |
| 1958    | 1958      | 산티아고 원더러스       | 콜로-콜로                  | 구스타보 알베야 카를로스 베르데호                   |
| 1959    | 1959      | 우니베르시다드 데 칠레  | 콜로-콜로                  | 호세 베니토 리오스                                  |
| 1960    | 1960      | 콜로-콜로               | 산티아고 원더러스          | 후안 팔콘                                           |
| 1961    | 1961      | 우니베르시다드 카톨리카 | 우니베르시다드 데 칠레     | 카를로스 캄포스 오노리노 란다                       |
| 1962    | 1962      | 우니베르시다드 데 칠레  | 우니베르시다드 카톨리카    | 카를로스 캄포스                                     |
| 1963    | 1963      | 콜로-콜로               | 우니베르시다드 데 칠레     | 루이스 에르난 알바레스                              |
| 1964    | 1964      | 우니베르시다드 데 칠레  | 우니베르시다드 카톨리카    | 다니엘 에스쿠데로                                   |
| 1965    | 1965      | 우니베르시다드 데 칠레  | 우니베르시다드 카톨리카    | 엑토르 스칸도이                                     |
| 1966    | 1966      | 우니베르시다드 카톨리카 | 콜로-콜로                  | 카를로스 캄포스 펠리페 브라카몬테                   |
| 1967    | 1967      | 우니베르시다드 데 칠레  | 우니베르시다드 카톨리카    | 엘라디오 사라테                                     |
| 1968    | 1968      | 산티아고 원더러스       | 우니베르시다드 카톨리카    | 카를로스 레이노소                                   |
| 1969    | 1969      | 우니베르시다드 데 칠레  | CSD 레인저스               | 엘라디오 사라테                                     |
| 1970    | 1970      | 콜로-콜로               | 우니온 에스파뇰라          | 오스발도 카스트로                                   |
| 1971    | 1971      | 우니온 산 펠리페        | 우니베르시다드 데 칠레     | 엘라디오 사라테                                     |
| 1972    | 1972      | 콜로-콜로               | 우니온 에스파뇰라          | 페르난도 에스피노사                                 |
| 1973    | 1973      | 우니온 에스파뇰라       | 콜로-콜로                  | 기예르모 야바르                                     |
| 1974    | 1974      | 우아치파토              | 팔레스티노                 | 훌리오 크리소스토                                   |
| 1975    | 1975      | 우니온 에스파뇰라       | 콘셉시온                   | 빅토르 피사로                                       |
| 1976    | 1976      | 에베르톤 데 비냐델마르  | 우니온 에스파뇰라          | 오스카르 파비아니                                   |
| 1977    | 1977      | 우니온 에스파뇰라       | 에베르톤 데 비냐델마르     | 오스카르 파비아니                                   |
| 1978    | 1978      | 팔레스티노              | 코브렐로아                 | 오스카르 파비아니                                   |
| 1979    | 1979      | 콜로-콜로               | 코브렐로아                 | 카를로스 카스셀리                                   |
| 1980    | 1980      | 코브렐로아              | 우니베르시다드 데 칠레     | 카를로스 카스셀리                                   |
| 1981    | 1981      | 콜로-콜로               | 코브렐로아                 | 빅토르 카브레라 카를로스 카스셀리 루이스 마르콜레타 |
| 1982    | 1982      | 코브렐로아              | 콜로-콜로                  | 호르헤 루이스 시비에로                              |
| 1983    | 1983      | 콜로-콜로               | 코브렐로아                 | 와싱톤 올리베라                                     |
| 1984    | 1984      | 우니베르시다드 카톨리카 | 코브레살                   | 빅토르 카브레라                                     |
| 1985    | 1985      | 코브렐로아              | 에베르톤 데 비냐델마르     | 이보 바사이                                         |
| 1986    | 1986      | 콜로-콜로               | 팔레스티노                 | 세르히오 살가도                                     |
| 1987    | 1987      | 우니베르시다드 카톨리카 | 콜로-콜로                  | 오스발도 우르타도                                   |
| 1988    | 1988      | 코브렐로아              | 코브레살                   | 구스타보 데 루카 후안 호세 오레                     |
| 1989    | 1989      | 콜로-콜로               | 우니베르시다드 카톨리카    | 루벤 마르티네스                                     |
| 1990    | 1990      | 콜로-콜로               | 우니베르시다드 카톨리카    | 루벤 마르티네스                                     |
| 1991    | 1991      | 콜로-콜로               | 코킴보 우니도              | 루벤 마르티네스                                     |
| 1992    | 1992      | 코브렐로아              | 콜로-콜로                  | 아니발 곤살레스                                     |
| 1993    | 1993      | 콜로-콜로               | 코브렐로아                 | 마르코 안토니오 피게로아                            |
| 1994    | 1994      | 우니베르시다드 데 칠레  | 우니베르시다드 카톨리카    | 알베르토 아코스타                                   |
| 1995    | 1995      | 우니베르시다드 데 칠레  | 우니베르시다드 카톨리카    | 가브리엘 카바예로 아니발 곤살레스                   |
| 1996    | 1996      | 콜로-콜로               | 우니베르시다드 카톨리카    | 마리오 베네르                                       |
| 1997    | 전기 리그 | 우니베르시다드 카톨리카 | 콜로-콜로                  | 다비드 비스콘티                                     |
| 1997    | 후기 리그 | 콜로-콜로               | 우니베르시다드 카톨리카    | 리차드 바에스 루벤 바예호스                         |
| 1998    | 1998      | 콜로-콜로               | 우니베르시다드 데 칠레     | 페드로 곤살레스                                     |
| 1999    | 1999      | 우니베르시다드 데 칠레  | 우니베르시다드 카톨리카    | 마리오 누녜스                                       |
| 2000    | 2000      | 우니베르시다드 데 칠레  | 코브렐로아                 | 페드로 곤살레스                                     |
| 2001    | 2001      | 산티아고 원더러스       | 우니베르시다드 카톨리카    | 엑토르 타피아                                       |
| 2002    | 전기 리그 | 우니베르시다드 카톨리카 | CSD 레인저스               | 세바스티안 곤살레스                                 |
| 2002    | 후기 리그 | 콜로-콜로               | 우니베르시다드 카톨리카    | 마누엘 네이라                                       |
| 2003    | 전기 리그 | 코브렐로아              | 콜로-콜로                  | 살바도르 카바냐스                                   |
| 2003    | 후기 리그 | 코브렐로아              | 콜로-콜로                  | 구스타보 비스카이사쿠                               |
| 2004    | 전기 리그 | 우니베르시다드 데 칠레  | 코브렐로아                 | 파트리시오 갈라스                                   |
| 2004    | 후기 리그 | 코브렐로아              | 우니온 에스파뇰라          | 파트리시오 갈라스                                   |
| 2005    | 전기 리그 | 우니온 에스파뇰라       | 코킴보 우니도              | 호엘 에스타이 알바로 사라비아 엑토르 만시야         |
| 2005    | 후기 리그 | 우니베르시다드 카톨리카 | 우니베르시다드 데 칠레     | 크리스티안 몬테시노스 곤살로 피에로 세자르 디아스   |
| 2006    | 전기 리그 | 콜로-콜로               | 우니베르시다드 데 칠레     | 움베르토 수아소                                     |
| 2006    | 후기 리그 | 콜로-콜로               | 아우닥스 이탈리아노        | 레오나르도 몬헤                                     |
| 2007    | 전기 리그 | 콜로-콜로               | 우니베르시다드 카톨리카    | 움베르토 수아소                                     |
| 2007    | 후기 리그 | 콜로-콜로               | 우니베르시다드 데 콘셉시온 | 카를로스 비야누에바                                 |
| 2008    | 전기 리그 | 에베르톤 데 비냐델마르  | 콜로-콜로                  | 루카스 바리오스                                     |
| 2008    | 후기 리그 | 콜로-콜로               | 팔레스티노                 | 루카스 바리오스                                     |
| 2009    | 전기 리그 | 우니베르시다드 데 칠레  | 우니온 에스파뇰라          | 에스테반 파레데스                                   |
| 2009    | 후기 리그 | 콜로-콜로               | 우니베르시다드 카톨리카    | 디에고 리바롤라                                     |
| 2010    | 2010      | 우니베르시다드 카톨리카 | 콜로-콜로                  | 밀로반 미로세비치                                   |
| 2011    | 전기 리그 | 우니베르시다드 데 칠레  | 우니베르시다드 카톨리카    | 마티아스 우르바노                                   |
| 2011    | 후기 리그 | 우니베르시다드 데 칠레  | 코브렐로아                 | 에스테반 파레데스                                   |
| 2012    | 전기 리그 | 우니베르시다드 데 칠레  | 오이긴스                   | 엔소 구티에레스                                     |
| 2012    | 후기 리그 | 우아치파토              | 우니온 에스파뇰라          | 세바스티안 사에스                                   |
| 2013    | 과도 리그 | 우니온 에스파뇰라       | 우니베르시다드 카톨리카    | 하비에르 엘리손도 세바스티안 사에스                 |
| 2013-14 | 전기 리그 | 오이긴스                | 우니베르시다드 카톨리카    | 루시아노 바스케스                                   |
| 2013-14 | 후기 리그 | 콜로-콜로               | 우니베르시다드 카톨리카    | 에스테반 파레데스                                   |
| 2014-15 | 전기 리그 | 우니베르시다드 데 칠레  | 산티아고 원더러스          | 에스테반 파레데스                                   |
| 2014-15 | 후기 리그 | 코브레살                | 콜로-콜로                  | 장 폴 피네다 에스테반 파레데스                      |
| 2015-16 | 전기 리그 | 콜로-콜로               | 우니베르시다드 카톨리카    | 마르코스 리켈메                                     |
| 2015-16 | 후기 리그 | 우니베르시다드 카톨리카 | 콜로-콜로                  |                                                     |
| 2016-17 | 전기 리그 | 우니베르시다드 카톨리카 | 데포르테스 이키케          |                                                     |
| 2016-17 | 후기 리그 |                         |                            |                                                     |

## 구단 별 우승 횟수
A는 전기 리그 (Apertura), C는 후기 리그 (Clausura)를, T는 리그 과도기(Trancisión)를 뜻한다.
| 구단명                  | 우승 | 준우승 | 우승연도 | 준우승연도 |
| ----------------------- | ---- | ------ | --- | --- |
| 콜로-콜로               | 31   | 19     | 1937, 1939, 1941, 1944, 1947, 1953, 1956, 1960, 1963, 1970, 1972, 1979, 1981, 1983, 1986, 1989, 1990, 1991, 1993, 1996, 1997-C, 1998, 2002-C, 2006-A, 2006-C, 2007-A, 2007-C, 2008-C, 2009-C, 2014-C, 2015-A | 1933, 1943, 1952, 1954, 1955, 1958, 1959, 1966, 1973, 1982, 1987, 1992, 1997-A, 2003-A, 2003-C, 2008-A, 2010, 2015-C, 2016-C                   |
| 우니베르시다드 데 칠레  | 17   | 8      | 1940, 1959, 1962, 1964, 1965, 1967, 1969, 1994, 1995, 1999, 2000, 2004-A, 2009-A, 2011-A, 2011-C, 2012-A, 2014-A                                                                                             | 1957, 1961, 1963, 1971, 1980, 1998, 2005-C, 2006-A                                                                                             |
| 우니베르시다드 카톨리카 | 12   | 21     | 1949, 1954, 1961, 1966, 1984, 1987, 1997-A, 2002-A, 2005-C, 2010, 2016-A, 2016-C | 1962, 1964, 1965, 1967, 1968, 1989, 1990, 1994, 1995, 1996, 1997-C, 1999, 2001, 2002-C, 2007-A, 2009-C, 2011-A, 2013-T, 2013-A, 2014-C, 2015-A |
| 코브렐로아              | 8    | 8      | 1980, 1982, 1985, 1988, 1992, 2003-A, 2003-C, 2004-C | 1978, 1979, 1981, 1983, 1993, 2000, 2004-A, 2011-C                                                                                             |
| 우니온 에스파뇰라       | 7    | 9      | 1943, 1951, 1973, 1975, 1977, 2005-A, 2013-T | 1945, 1948, 1950, 1970, 1972, 1976, 2004-C, 2009-A, 2012-C                                                                                     |
| 아우닥스 이탈리아노     | 4    | 8      | 1936, 1946, 1948, 1957 | 1934, 1935, 1938, 1940, 1944, 1947, 1951, 2006-C                                                                                               |
| 마가야네스              | 4    | 4      | 1933, 1934, 1935, 1938 | 1936, 1937, 1942, 1946 |
| 에베르톤 데 비냐델마르  | 4    | 2      | 1950, 1952, 1976, 2008-A | 1977, 1985 |
| 산티아고 원더러스       | 3    | 4      | 1958, 1968, 2001 | 1949, 1956, 1960, 2014-A |
| 팔레스티노              | 2    | 4      | 1955, 1978 | 1953, 1974, 1986, 2008-C |
| 우아치파토              | 2    | 0      | 1974, 2012-C | — |
| 산티아고 모닝           | 1    | 2      | 1942 | 1939, 1941 |
| 코브레살                | 1    | 2      | 2015-C | 1984, 1988 |
| 오이긴스                | 1    | 1      | 2013-A | 2012-A |
| 그린 크로스             | 1    | 0      | 1945 | — |
| 우니온 산 펠리페        | 1    | 0      | 1971 | — |